# Stazione di Sant’Ellero
Stazione di Sant'Ellero vasútállomás Olaszországban, Pelago település Sant'Ellero frazionéjában.

## Vasútvonalak
Az állomást az alábbi vasútvonalak érintik:
- Firenze–Róma-vasútvonal
- Sant'Ellero-Saltino-vasútvonal

## Kapcsolódó állomások
A vasútállomáshoz az alábbi állomások vannak a legközelebb:
- Stazione di Pontassieve
- Stazione di Rignano sull'Arno